# 明僧胤
明僧胤，南北朝平原郡鬲县（今山东省德州市东南）人，明僧紹、明僧暠的长兄。
祖父明玩，官至州治中。父亲明略，官至給事中。明僧胤能谈论玄学，在刘宋担任江夏王劉義恭的参军，刘义恭别为立榻，比他为徐孺子。官至冀州刺史。其子明惠照（明慧照），元徽年间为蕭道成平南主簿，参与拒击桂阳王，官至骠骑中兵参军，与荀伯玉对领直。建元元年，为巴州刺史，绥怀蛮蜒，皇帝许为益州刺史，未任就去世了。